# Vientiane (stad)
Vientiane (Laotiaans: ວຽງຈັນ Wieng Chan, IPA: [wiəŋ-ʧan]) is de hoofdstad van de republiek Laos en ligt in de prefectuur Vientiane (Kamphaeng Nakhon Wieng Chan). De stad heeft ongeveer 400.000 inwoners. De stad ligt aan de noordelijke oever in een bocht van de rivier de Mekong. De naam Wieng Chan komt van Wieng (stad of plaats met muren) en Chan (de Lao-vervorming van het Sanskriet woord Chandana dat sandelhout betekent). De Fransen romaniseerden de spelling tot Vientiane. Vientiane wordt samen met Phnom Penh in Cambodja en Saigon (Ho Chi Minhstad) in Vietnam beschouwd als de drie klassieke Franse indochinese steden. Deze worden geassocieerd met de klassieke koloniale Europese architectuur.

## Geschiedenis
De stad heeft een lange geschiedenis en had verscheidene heersers (onder andere Birmezen, Sukhothai, Vietnamezen en de Khmers) voordat koning Fa Ngum ze veroverde en bij het koninkrijk Lan Xang voegde. De hoofdstad van Lan Xang werd in 1533 verplaatst van Luang Prabang naar Vientiane. In 1707 werd de stad onafhankelijk nadat er een burgeroorlog had gewoed om de troonopvolging in Lan Xang. In 1828 werd de stad verwoest door koning Rama III van Siam nadat deze een belangrijke veldslag verloren had. De stad raakte ontvolkt. Toen Laos onder Franse heerschappij kwam, werd Vientiane weer de hoofdstad van Laos. De koningen bleven echter in Luang Prabang, ook na de onafhankelijkheid tot de communistische machtsovername in 1975.

## Bestuur
Vientiane is ook de hoofdplaats van de prefectuur Vientiane (kampheng nakhon Vientiane). Er is ook een provincie Vientiane — de prefectuur heeft zich in 1989 van de provincie afgescheiden.
De stad Vientiane bestaat uit de volgende districten:
- Chantabuly
- Hadxaifong
- Sikhottabong
- Sisattanak
- Xaysetha

## Bezienswaardigheden
In de stad zijn drie belangrijke tempels.
- Pha That Luang, eigenlijk een zogenaamde stupa (that), en niet een tempel (wat)
- Haw Phra Kaew (Haw Pra Keo)
- Wat Si Saket

Andere bezienswaardigheden zijn onder meer:
- Wat Si Muang
- Patuxai, monument
- Xieng Khuan, ook Boeddhapark genoemd, gebouwd in 1958 door Luang Pu Bunleua Sulilat
- Haw Phra Kaew, voormalige tempel, nu een museum
- Lao National Museum
- Talat Sao ochtendmarkt
- That Dam, grote stupa
- Wat Ong Teu Mahawihan, boeddhistisch klooster
- Wat Si Saket, boeddhistische wat
- Wat Sok Pa Luang, boeddhistische tempel
- Settha Palace Hotel, sinds 1932
- The Sanjiang market

## Verkeer en vervoer

### Vanaf Thailand
De Eerste Thais-Laotiaanse Vriendschapsbrug is gebouwd in 1994 over de rivier op 18 kilometer ten zuidoosten van het centrum van de stad naar Nong Khai in Thailand.
Op 5 maart 2009 kwam er een spoorlijn over de brug tot aan station Thanaleng in Dongphosy, 20 km ten oosten van Vientiane.

### Vanaf China
In oktober 2010 werden de eerste plannen voor een 530 km hogesnelheidsspoorlijn van Vientiane tot Xishuangbanna, in de provincie Yunnan in China gemaakt, vervolgens veranderde dit in een hogesnelheidstrein van het grensdorpje Boten naar Vientiane met een afstand van 421,243 km met 21 stations inclusief 5 grote stations met 165 bruggen (totale lengte van 92,6 km) en 69 tunnels (totale lengte van 186,9 km). Men begon op 25 april 2011 met de bouw, op 3 december 2021 werd de lijn in gebruik genomen. Het traject is een onderdeel van de spoorlijn Kunming - Singapore en dus ook van de Nieuwe Zijderoute. Op 13 april 2023 werd de grensoverschrijdende passagiersdienst tussen Kunming en Vientiane via de Kunming-Yuxi, Yuxi-Mohan, en Boten-Vientiane spoorwegcorridors in gebruik genomen. Sinds 2020 is de snelweg Vientiane–Boten Expressway open.

### Vanaf Laos
Er zijn regelmatige busverbindingen van het busstation in Vientiane naar de rest van het land.

### Naar Thailand
Dagelijks is er een directe busverbinding tussen Vientiane en Nong Khai, Udon Thani en Khon Kaen.

### Luchtvaart
Vientiane beschikt over het Wattay International Airport met internationale vluchten naar andere Aziatische landen. Lao Airlines heeft binnenlandse vluchten naar onder meer Luang Prabang.